# فيكتور ألفاريز
فيكتور ألفاريز (بالإسبانية: Víctor Álvarez)‏ هو لاعب كرة قاعدة مكسيكي، ولد في 8 نوفمبر 1976 في كولياكان في المكسيك.

## وصلات خارجية
- فيكتور ألفاريز على موقع دوري كرة القاعدة الرئيسي (الإنجليزية)
- فيكتور ألفاريز على موقعبيزبول رفرنس.كوم (الدوري الرئيسي) (الإنجليزية)
- فيكتور ألفاريز على موقعبيزبول رفرنس.كوم (الدوري الثانوي) (الإنجليزية)
- فيكتور ألفاريز على موقع إي إس بي إن.كوم (أم.أل.بي) (الإنجليزية)
- فيكتور ألفاريز على موقع مشجعي الرسوم البيانية (الإنجليزية)